# Lista de designações da Marinha Portuguesa
Segue-se uma lista das siglas utilizadas pela Marinha Portuguesa em referências a navios:
- LDP, LDM, LDG — Lancha de Desembarque Pequena, Média e Grande, respectivamente;
- LFP, LFG — Lancha de Fiscalização Pequena e Grande, respectivamente;
- LFR — Lancha de Fiscalização Ribeirinha;
- NAL — Navio de Apoio Logístico;
- NE — Navio-Escola;
- NH — Navio Hidrográfico;
- NPL — Navio Polivalente Logístico;
- NPO — Navio-Patrulha Oceânico;
- NRP — Navio da República Portuguesa, prefixo de um navio do efectivo - inclui os navios combatentes, auxiliares e os navios-escola.[1]
- NTM — Navio de Treino de Mar;
- UAM — Unidade Auxiliar da Marinha, é o prefixo dos navios não militares da Marinha.

Na amura dos navios, precedendo os seus números, são utilizadas os seguintes prefixos:
- F — Escoltas Oceânicos (fragatas e corvetas);
- P — Navios-Patrulha e Lanchas de Fiscalização;
- S — Submarinos;
- M — Navios de Guerra de Minas (Draga-Minas, Caça-Minas, etc.);
- A — Navios de Apoio da Esquadra (Balizadores, Hidrográficos, Escolas, Reabastecedores, etc.);
- LDG — Lanchas de Desembarque Grandes;
- LDM — Lanchas de Desembarque Médias;
- LDP — Lanchas de Desembarque Pequenas;
- UAM — Navios não militares (incluindo os navios do sistema de autoridade marítima).